# 溴化钙
溴化钙（化学式：CaBr2）是钙的溴化物。

## 性质
无色无臭斜方晶系针状结晶或晶块，味咸而苦，易潮解。极易溶于水，水溶液呈中性。溶于酸、乙醇、丙酮，微溶于甲醇、液氨，难溶于乙醚、氯仿。可与碱金属卤化物生成复盐。久置于空气时变黄。在空气中强热转变为溴和石灰。

## 制取
1、在盛有水的容器中，用铁屑与溴素于40°C下进行反应生成溴化亚铁，然后加入氢氧化钙至 pH 值为14，加热至沸，冷却，过滤除去氢氧化亚铁，滤液经蒸发、冷却、静置、脱色、过滤、蒸发、冷却得到溴化钙。
2、将氨气通入石灰乳，加入溴素于70°C以下进行反应，过滤，滤液保持碱性驱逐氨，静置、脱色，滤液经浓缩制得溴化钙成品。

## 用途
用于石油钻井、分析化学、制造溴化铵、光敏纸、灭火剂和制冷剂等。医药上用作中枢神经抑制药，用于治疗神经衰弱、癫痫等症。
在实验室里，溴化钙可用于沉淀反应混合物中的三苯基氧化膦。